# Aperture Science
Pour les articles homonymes, voir Aperture.
Aperture Science, autrefois appelé Aperture Fixtures, Aperture Science Innovators puis Aperture Laboratories, est une entreprise de recherche scientifique fictive de l’univers des séries de jeux vidéo Half-Life et Portal. Les laboratoires de recherche d’Aperture Science sont essentiellement présentés dans les jeux vidéo Portal et Portal 2.

## Histoire
Dans les années 1940, Cave Johnson fonde la société Aperture Fixtures qui avait pour vocation première la commercialisation de rideaux de douche et reçoit, en 1943, le trophée de « Vendeur de rideaux de douche de 1943 ».
Entre 1943 et 1947, Johnson renomme sa société en Aperture Science Innovators et commence à s’intéresser à la science. C’est en 1944 que Johnson achète une mine de sel dans la péninsule supérieure du Michigan en faisant les gros titres du journal The UP Pioneer Press. Il utilise cette mine pour y installer un centre d’enrichissement, plus tard connu sous le nom de « centre d’enrichissement d’Aperture Science ». La société devient alors un immense complexe souterrain. Il possède également des installations à Cleveland dans l’Ohio utilisée pour le navire Borealis.
Entre la fin des années 1940 et 1950, Aperture Science Innovators commence ses tests en choisissant comme meilleurs candidats possibles des sportifs de haut niveau, des astronautes, des héros de guerre, etc. pour leur faire tester leurs différents produits (cubes, gels, tourelles, etc.). Durant cette période, Aperture Science Innovators reçoit de nombreuses récompenses : en 1947, la « Meilleure nouvelle entreprise de science » du Science and Business Institute of America ; en 1949, elle est élue 2e meilleure entreprise en science appliquée sur un total de 100 par le Mechanical Engineering World Journal ; en 1952 et 1954, elle est élue second entrepreneur de l’année pour le département de la Défense des États-Unis face au centre de recherche de Black Mesa ; en 1955, le Spirit of Idaho - National Potato Board Award.
Dans les années 1970, Aperture se retrouve en faillite à cause de Black Mesa, qui lui vole ses technologies. À partir de ce point, Aperture commence à engager des civils, des pauvres pris dans la rue pour tester les nouvelles inventions, pour une simple récompense de soixante dollars.
Dans les années 1980, Johnson contracte une maladie mortelle menaçant de le tuer en quelques jours, lorsqu'il absorbe un produit à base de roche lunaire broyée. Il s'agit d'un gel conducteur de portail, peu exploité par Aperture Science pour cette raison. Sa santé mentale bascule de plus en plus, et il décide d'envoyer ses employés faire des parcours de test complexes pour tester les applications du gel de conduction, ce qui fait augmenter la qualité des tests mais diminuer la longévité du personnel. Se sachant malade, Johnson décide que la seule personne qui le remplacera à sa mort sera Caroline, sa secrétaire. Pour être sûr que la société continue de travailler selon ses idées après la mort de Caroline, il commence à réfléchir à un moyen de transférer, de force si elle refusait, la conscience de Caroline dans un ordinateur.
En 1986, pour devancer Black Mesa, les scientifiques d’Aperture commencent à travailler sur un super-ordinateur nommé GLaDOS (Genetic Lifeform and Disk Operating System) afin de superviser les tests scientifiques. Au bout de plusieurs années, en 1996, ayant achevé GLaDOS, ils décident de commencer à la mettre en marche. Mais à chaque activation, elle tente de tuer le personnel, notamment avec la réserve de neurotoxines du centre. Les scientifiques lui rajoutent alors des modules de moralité pour l’empêcher de tuer. Elle est activée la première fois le jour intitulé « Apportez votre fille au travail » mais tue toutes les personnes et prend le contrôle des locaux et des salles de test les plus récentes d’Aperture Science. Seul le scientifique Doug Rattmann, surnommé le « Rat de laboratoire », réussit à survivre. Mais GLaDOS continue de manière permanente à faire ses tests pour le compte d’Aperture Science. La partie la plus souterraine de la société, inconnue de GLaDOS, est laissée à l’abandon.
En 2010, GLaDOS active le cobaye nommé « Chell », après que Rattmann l’a placé en tête de liste des cobayes à tester. Celle-ci lui tient tête et réussit à détruire le robot ainsi que le centre d’enrichissement d’Aperture Science. Le complexe externe et les salles de test sont détruites mais la partie interne située très en profondeur est toujours présente.
Bien des années plus tard, le centre d’enrichissement est toujours laissé à l’abandon depuis sa destruction en 2010 et les installations continuent de se dégrader avec le temps. GLaDOS est alors remise en route par inadvertance et commence à réparer le centre et les salles de test.

### Logos

Historique des logos
Aperture Fixtures : logo à la création de la société.
Aperture Science Innovators : logo dans les années 1940 à 1950.
Aperture : logo dans les années 1970.
Aperture Laboratories : logo actuel des laboratoires Aperture.
Aperture Science : logo actuel d’Aperture Science.

## Présentation
Le centre d’enrichissement d’Aperture Science est un laboratoire de recherche américain étudiant les sciences et les roches lunaires en effectuant différents tests sur des cobayes humains. Le centre est régi par les lois nationales et fédérales. Son principal concurrent est le centre de recherche de Black Mesa.

### Installations
Les installations des laboratoires d’Aperture Science sont situées dans l'État du Michigan et se divisent en deux parties. La première partie se compose des installations souterraines construites dans les années 1940 et utilisées jusqu’aux années 1980 tandis que la seconde partie correspond aux nouvelles installations utilisées depuis les années 1990.

#### Anciennes installations
Dans les années 1940, Cave Johnson fait l’acquisition d’une mine de sel abandonnée dans laquelle il installe son centre de recherche. La mine est divisée en neuf puits contenant chacun neuf salles de test et s’étendant jusqu’à 4 500 m de profondeur. Le puits no 9, appelé « Zulu Bunsen », est scellé le 15 juin 1961 et laissé depuis à l’abandon. Chaque salle de test, appelée « sphère d’enrichissement », a une forme géométrique ressemblant à un énorme pentakidodécaèdre. Des ascenseurs permettent de passer d’une salle de test à une autre dans un même puits mais ne permet pas d’accéder à un autre puits. Des stations de pompage pour les gels — alpha pour le gel répulsif, beta pour le gel propulsif et gamma pour le gel conversif —  permettent d’alimenter les salles de test avec ces gels. Une salle en forme de radoub permet également de recevoir le navire Borealis. Ces installations, laissées par la suite à l’abandon, sont inconnues de GLaDOS mais restent néanmoins entièrement alimentées en électricité.

#### Installations actuelles
À partir des années 1990, de nouvelles installations sont créés au-dessus des anciennes pour les remplacer (rien n’indique si elles se situent en surface ou en souterrain). La fin du jeu Portal permet de dévoiler un parking situé à la surface avec une guérite au bout du parking. La fin du jeu Portal 2 dévoile ce qui semble être une issue de secours d’un des puits des anciennes installations située en surface en plein dans un champ de blé. Portal 2 étant censé se dérouler longtemps après Portal, rien n’indique si ce champ de blé était déjà là à l’époque de Portal ou s’il a poussé avec le temps.
Une salle semblable à un entrepôt de stockage contient le fameux gâteau dont parle GLaDOS tout au long du jeu Portal et dont les graffitis laissés sur les murs par Rattmann laissaient à penser qu’il s’agissait d’un mensonge.
Les cobayes, environ dix mille, sont logés au centre de relaxation prolongée dans des habitats en forme de construction modulaire et sont réveillés de leur cryostase tous les cinquante jours afin d’effectuer des exercices physiques et mentaux.
D’autres installations sont situées à Cleveland dans l’État de l’Ohio dans lesquelles le navire Borealis a pu y être construit.

### Produits

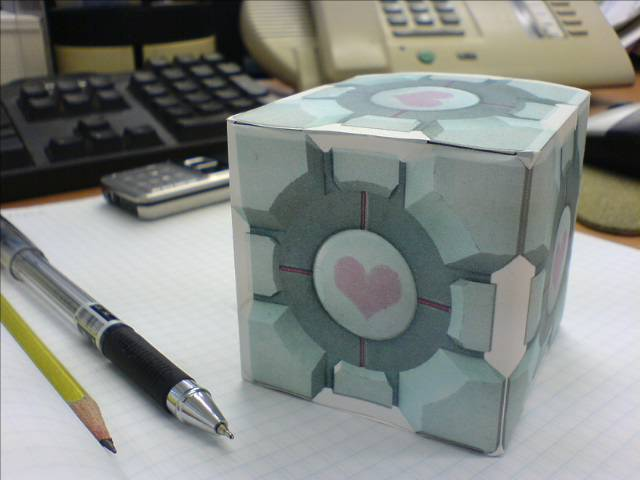
Un cube de voyage lesté.

Lors de sa fondation, la société a pour but de créer des rideaux de douche mais lorsqu’elle se tourne vers la science, elle commence à développer différents produits scientifiques dont certains à base de roche lunaire. Un de ses produits est le Générateur de portails, un pistolet permettant de créer deux portails d’entrée-sortie de forme ovale sur un mur. GLaDOS est, quant à elle, un super-ordinateur ayant pour but de superviser les tests scientifiques mais devenu meurtrier le jour de son activation. Elle crée également des tourelles, différents gels (bleu pour la répulsion, orange pour la propulsion et blanc pour la conversion) et cubes (stockage lesté, voyage lesté, anti-découragement), etc.

## Apparitions

### Portal
Les laboratoires d’Aperture Science sont le cadre du jeu Portal. C’est dans ce dernier que l’historique de l’entreprise est détaillée avec un certain humour. En effet, les laboratoires sont vides et les informations sont distillées au compte goutte via des projections de présentations de type PowerPoint et des documents abandonnés provenant d’anciens employés ayant manifestement disparu.
Les laboratoires d’Aperture sont gigantesques et en grande partie enterrés, ils se distinguent par leur côté aseptisé et épuré.

### Portal 2
Portal 2 se déroulant longtemps après le premier épisode, les laboratoires d’Aperture Science sont laissés à l’abandon et la nature a repris ses droits, GlaDOS ayant été désactivée dans Portal.
On en apprend aussi plus sur l'historique du centre, en évoluant durant une grande partie du jeu dans les anciens locaux d’Aperture, sous le nouveau. À la fin du jeu, une grande partie du centre devient accessible, mais tombe en ruine à cause de Wheatley, qui le détruit en grande partie par inadvertance.

### Half-Life 2
À la fin de Half-Life 2: Episode Two, Gordon Freeman et la résistance récupèrent les données dérobées au cartel, celles-ci contiennent les coordonnées d’un navire, le Borealis, appartenant à Aperture Science. Ce navire et sa cargaison font l’objet d’une dispute et d’un conflit au sein de la rébellion. Le Borealis semble être l’un des éléments importants de la suite du jeu.

## Éléments provenant d’Aperture Science

### Borealis

#### Version bêta deHalf-Life 2
Dans la version bêta du jeu Half-Life 2, le Borealis constituait un chapitre entier du jeu, qui se déroulait entièrement sur le bateau. Le jeu étant à l’époque en développement, le chapitre ne connaissait aucun embranchement : le joueur commence en flottaison sur de la glace pour rejoindre le bateau, et le chapitre ne se finit pas.
L’apparence du bateau est ancienne, usée, et la plupart des installations sont anecdotiques voire hors-service. Également, la totalité de l’équipage est absent, il ne reste qu’un homme nommé Odell, qui semble être le capitaine. On trouve aussi à bord des soldats et des crabes de tête qui ont zombifié l’équipage ainsi que des stalkers (représentés autrement que d’habitude, ils sont plus déformés par le cartel, usent beaucoup de leurs lasers, et ils courent vite).
Durant la bêta, il semble que le brise-glace permettait de rejoindre une zone nommée « Air-Exchange » (le chapitre fut entièrement remplacé par Nova Prospekt) en passant par l’océan, avant de se re-téléporter à Cité 17. Ainsi, cette version indiquerait que le chapitre du Borealis devait remplacer plus ou moins la fin de Ravenholm et la totalité d’Autoroute 17 (autrefois, on pouvait accéder à la côte directement à Ravenholm).

#### Intégration dans l’histoire
L’histoire, comme beaucoup d’aspects du jeu, fut changée lors de la sortie, le Borealis disparut de l’histoire de Half-Life 2 jusqu’à la sortie de Half-Life 2: Episode Two, où une nouvelle version se présente, faisant du Borealis l’un des liens entre Half-Life 2 et Portal.
Le Borealis serait une propriété d’Aperture Science, le bateau aurait disparu mystérieusement, emportant avec lui une partie de la cale sèche et la plupart des installations d’Aperture Science. C’est Judith Mossman qui se rendit jusque dans une zone arctique pour y retrouver le bateau, avant de disparaître elle aussi pendant un assaut du cartel. La transmission volée par Gordon Freeman et Alyx Vance dans la Citadelle durant Half-Life 2: Episode One révèle l’emplacement du Borealis, ceux-ci se préparent à partir à sa recherche à la fin de Half-Life 2: Episode Two.
Lors de la visite des locaux d’Aperture Science des années 1960, alors Aperture Science Innovators, une porte cachée dans la salle de contrôle permet d’accéder à la cale où était entretenu autrefois le Borealis. Ceci est prouvé par des bouées de sauvetage portant les inscriptions du bateau.